# Шунгіт
Шунгі́т — перехідне утворення між суперантрацитом і графітом. Належить до антраксолітів.
До складу шунгіту входять фулерени — алотропні різновиди вуглецю унікальної структури.
Шунгіт розглядається і як метаморфічна гірська порода і як мінералоїд.
У 1877 році Олександр Іноземцев визначив породу як новий крайній член в ряду природного некристалічного вуглецю, що не є кам'яним вугіллям і дав назву — шунгіт за назвою заонезького села Шуньга, де порода вперше була виявлена і діяла штольня.

## Характеристика
Густина — 1,9–2,1 г/см³; пористість — 0,5–5 %; міцність на стиск 100—150 МПа; модуль пружності (Е) — 0,31·105 Мпа; електропровідність — (1–3)·10³ См/м; теплопровідність — 3,8 Вт/м·К.
Малозольний різновид шунгіту (густина (1,84–1,98)·103 кг/м³) є матеріалом чорного кольору, дуже твердим, з сильним блиском і синюватим відливом, на вигляд схожим на антрацит.
Порода має сорбційні, каталітичні та бактерицидні властивості.
У геологічних дослідженнях шунгіти поділяються на п'ять категорій, які відрізняються за віком та вмістом вуглецю
- Категорія I (наймолодша): благородний шунгіт, склоподібний, чорний і блискучий металік, вміст вуглецю від 98 до 100 %, приблизно 0,01 % у вигляді фулеренів
- Категорія II: чорний шунгіт, вміст вуглецю від 35 до 80 %
- Категорія III: сірий шунгіт, вміст вуглецю від 20 до 35 %
- Категорія IV (найстаріша): вміст вуглецю від 10 до 20 %
- Категорія V (найстаріша): вміст вуглецю від 1 до 10 %
- Шунгітову породу категорій IV і V називають шунгітовим вугіллям.

## Походження
Шунгіт утворився з сапропеля приблизно 600 млн років тому і в результаті наступної метаморфізації. Шунгіт — продукт впливу інтрузивних порід на бітумінозні осади.
За генезисом і формою утворення шунгіти поділяють на: хемогенно-осадові і хемогенні.

## Локалізація
Єдине родовище розташоване в Карелії поблизу поселення Шуньга.
Основні запаси шунгітів локалізовані на Заонезькому півострові і навколо північного краю Онезького озера.
Розвідане одне родовище — Зажогінське з запасами 35 млн тонн.

## Різновиди
1) Блискучий шунгіт
- С = 94 %
- O, N = 1,9 %
- H = 0,8 %
- зольність= до 2,2 %

2) Матово-сірий шунгіт
- С = 64 %
- O, N = 3,5 %
- H = 6,7 %
- зольність = до 3,3 %

## Використання

### Металургія
Шунгіт містить як твердий вуглець, так і значну кількість оксиду кремнію. Ці обидва компоненти представлені в ньому досить хімічно активними формами. У зв'язку з цим він може бути використаний в металургії як відновник і — одночасно — як джерело кремнію (наприклад, при виробництві чавуну, ферохрому або карбіду кремнію).

### Будівництво
У сучасній будівельній індустрії шунгіт використовується також для виробництва шунгізита — легкого заповнювача бетону.

### Фільтрування води
Подрібнений шунгізит має достатню механічну міцність для завантаження фільтрів, хімічно стійкий, не забруднює фільтровану через нього воду і, таким чином, придатний для завантаження фільтрів.
Ця властивість шунгіту не унікальна: для подібних цілей (насадка для затримання мікроорганізмів, що утворюють активний мул) також використовують керамзит, пластмаси, щебінь та інші доступні і дешеві матеріали. Сорбційні особливості шунгіту нічим не відрізняються від інших вугільних завантажень, використовуваних для очищення питної води від залишків хлору.

### Нетрадиційна медицина
Виробам, пастам і фільтрам на основі шунгіту приписується лікувальний вплив, який науково не доведений.

## Хімічний склад шунгіту, який використовують як сорбент
| №  | Елемент, Компонент      | Формула компонента | Вміст % мас |
| -- | ----------------------- | ------------------ | ----------- |
| 1  | Оксид алюмінію          | Al2O3              | 4,05        |
| 2  | Оксид заліза(III)       | Fe2O3              | 1,01        |
| 3  | Оксид заліза(II)        | FeO                | 0,32        |
| 4  | Оксид калію             | K2O                | 1,23        |
| 5  | Оксид кальцію           | CaO                | 0,12        |
| 6  | Діоксид кремнію         | SiO2               | 36,46       |
| 7  | Оксид магнію            | MgO                | 0,56        |
| 8  | Оксид марганцю(II)      | MnO                | 0,12        |
| 9  | Оксид натрію            | Na2O               | 0,36        |
| 10 | Оксид титану(IV)        | TiO2               | 0,24        |
| 11 | Оксид фосфору(III)      | P2O3               | 0,03        |
| 12 | Барій                   | Ba                 | 0,32        |
| 13 | Бор                     | B                  | 0,004       |
| 14 | Ванадій                 | V                  | 0,015       |
| 15 | Кобальт                 | Co                 | 0,00014     |
| 16 | Мідь                    | Cu                 | 0,0037      |
| 17 | Молібден                | Mo                 | 0,0031      |
| 18 | Арсен                   | As                 | 0,00035     |
| 19 | Нікель                  | Ni                 | 0,0085      |
| 20 | Свинець                 | Pb                 | 0,0225      |
| 21 | Сірка                   | S                  | 0,37        |
| 22 | Стронцій                | Sr                 | 0,001       |
| 23 | Вуглець                 | C                  | 26,26       |
| 24 | Хром                    | Cr                 | 0,0072      |
| 25 | Цинк                    | Zn                 | 0,0067      |
| 26 | Вологість               | H2O                | 0,78        |
| 27 |                         | H2O                | 1,40        |
| 28 | Втрати при прокалюванні | ВПП                | 32,78       |

## Шунгіт-мінералоїд
Мінералоїд з групи антраксолітів, проміжний продукт між аморфним вуглецем та графітом. Загальна формула: С79H19O1,5N0,3. Склад (%): С — 93–98; H, N, O, S, H2O — в сумі 3–4; зола містить такі елементи: V, Ni, Mo, W, Ce, As. Густина 1,84–1,98. Твердість 3,5–4,0. Колір чорний з синюватим відливом. Сильний напівметалічний блиск. Зовнішньо схожий на антрацит.